# 拉夫達峰

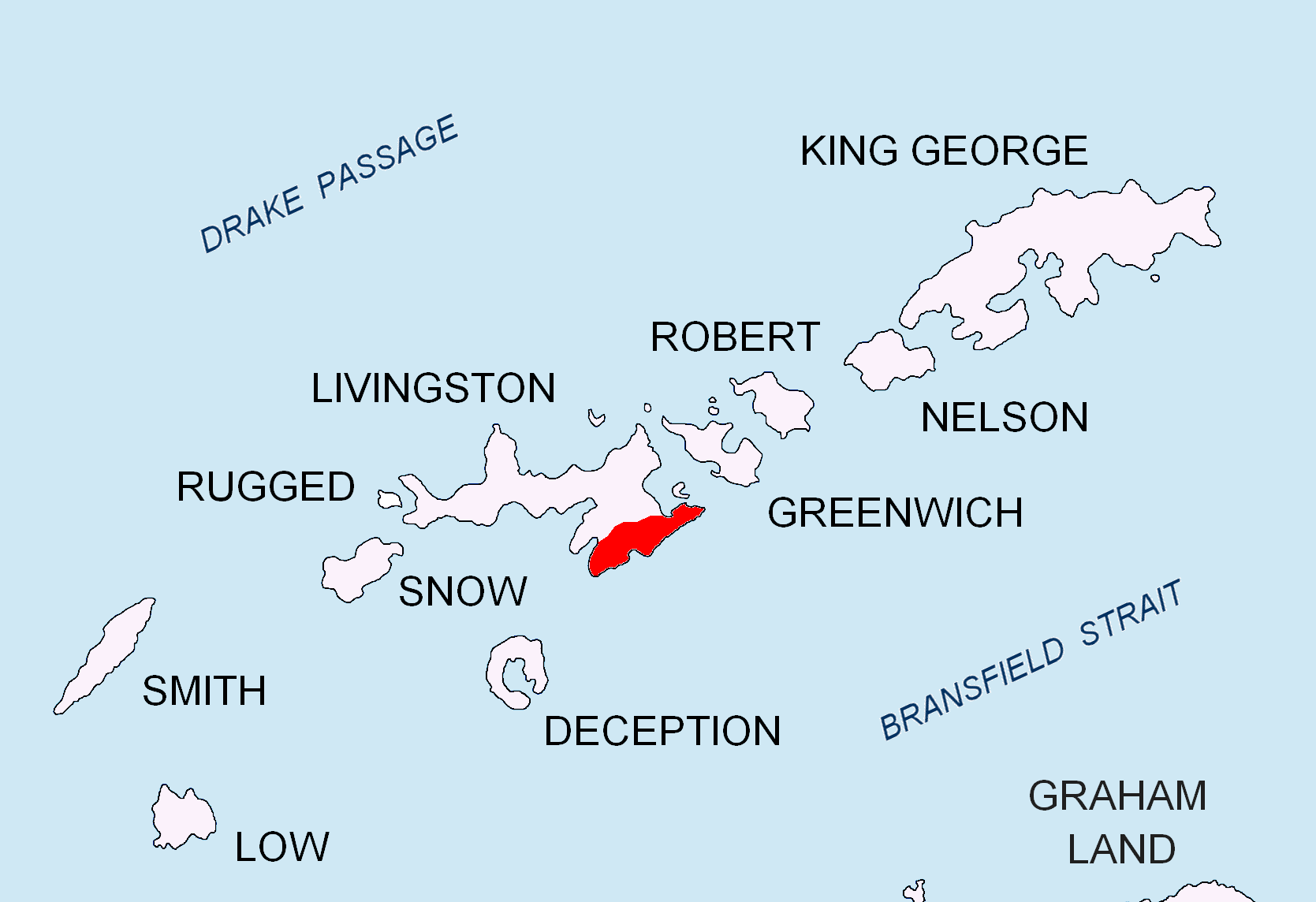

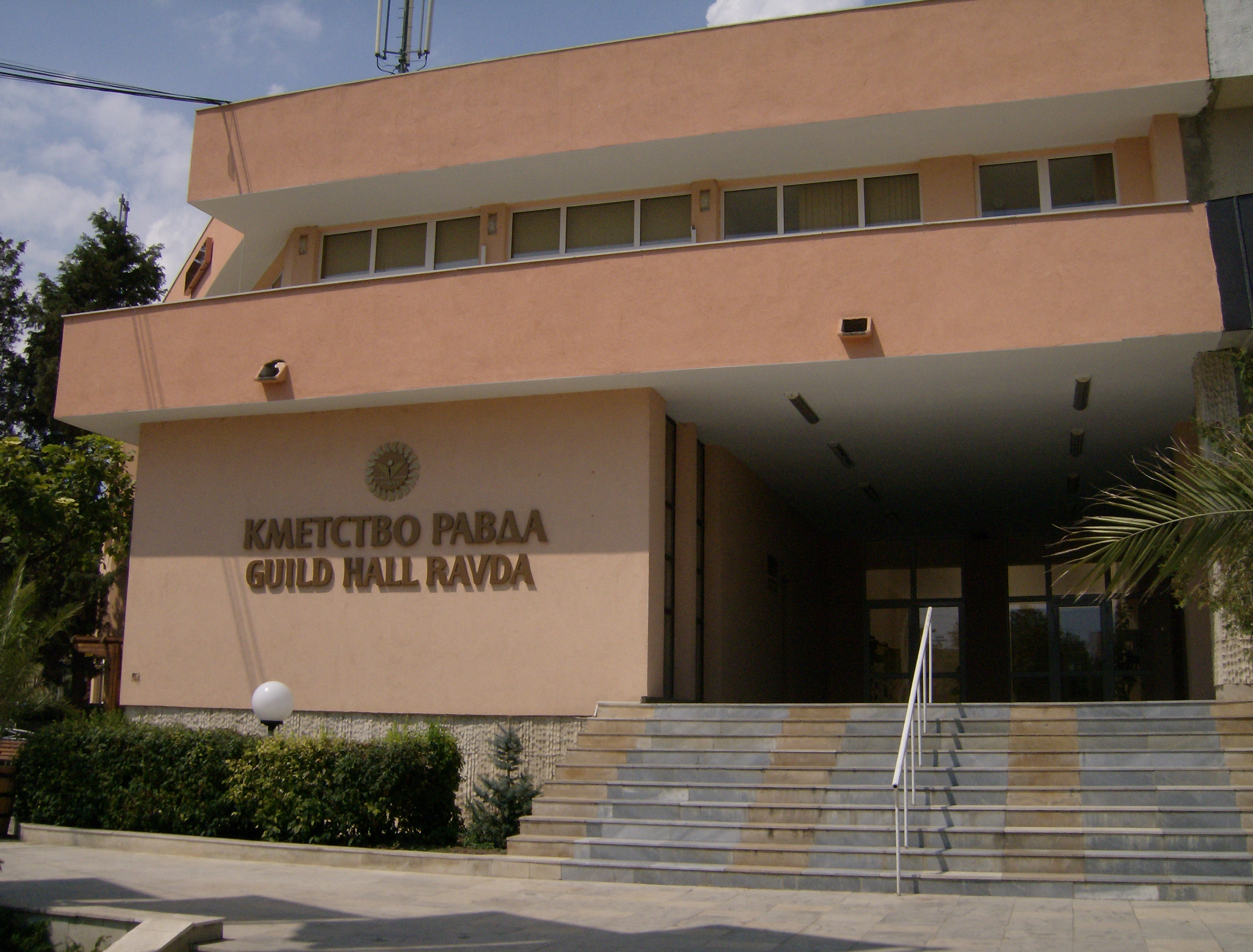

拉夫達峰是南極洲的山峰，位於南設得蘭群島的利文斯頓島，屬於騰格里山脈中列夫斯基嶺的一部分，處於列夫斯基峰以北1.71公里、科米尼峰以北0.54公里和洛曾冰原島峰東南面1.14公里。
62°38′52.6″S 60°07′02.2″W / 62.647944°S 60.117278°W

## 外部連結
- SCAR Composite Antarctic Gazetteer（页面存档备份，存于）.